# Antonina Lazareva
Pour les articles homonymes, voir Lazareva.
Antonina Lazareva née Okorokova le 27 mars 1941, est une ancienne athlète d'Union soviétique, spécialiste du saut en hauteur.
Aux Jeux olympiques d'été de 1968 à Mexico, elle a remporté l'argent.

## Palmarès

### Jeux olympiques d'été
- Jeux olympiques d'été de 1968 à Mexico ( Mexique)
  -  Médaille d'argent au saut en hauteur

### Championnats d'Europe d'athlétisme
- Championnats d'Europe d'athlétisme de 1969 à Athènes ( Royaume de Grèce)
  -  Médaille d'argent au saut en hauteur

### Championnats d'Europe d'athlétisme en salle
- Jeux européens d'athlétisme en salle de 1968 à Madrid ( Espagne)
  -  Médaille de bronze au saut en hauteur
- Championnats d'Europe d'athlétisme en salle de 1969 à Belgrade ( Yougoslavie)
  -  Médaille de bronze au saut en hauteur